# Bubba Bean
Earnest Ray "Bubba" Bean (* 26. Januar 1954 in Kirbyville, Texas) ist ein ehemaliger US-amerikanischer American-Football-Spieler, der seine gesamte Karriere, insgesamt aber nur drei Saisons, bei den Atlanta Falcons in der National Football League (NFL) auf der Position des Runningbacks spielte.

## Frühe Jahre
Bean spielte für das Collegefootballteam der Texas A&M University. In vier Jahren erlief er für die Mannschaft 2.846 Yards.

## NFL
Bean wurde im NFL-Draft 1976 in der ersten Runde an neunter Stelle von den Atlanta Falcons ausgewählt. In seiner ersten Saison erlief er 428 Yards, bei 128 Laufversuchen. Wegen einer Knieverletzung verpasste er die komplette Saison 1977. 1978 erlief er 707 Yards bei 193 Versuchen, 1979 waren es 393 Yards bei 88 Versuchen. Zur Saison 1980 wurde er endgültig vom ein Jahr zuvor verpflichteten Runningback William Andrews abgelöst, auch auf Grund einer weiteren Knieverletzung. Bean absolvierte nie wieder ein Spiel in der NFL. 1982 gab er seinen endgültigen Rücktritt bekannt. Insgesamt erzielte er acht Touchdowns in der NFL, sechs davon erlaufen, zwei nach Passversuchen.